# Воронов Володимир Ульянович
Володимир Ульянович Воронов (1914—1995) — полковник Радянської Армії, учасник польського походу РСЧА, радянсько-фінської та Німецько-радянської війни, Герой Радянського Союзу (1945).

## Життєпис
Володимир Воронок народився 11 липня 1914 року в селі Підлипне (нині — Конотопський район Сумської області України) в робітничій сім'ї. Закінчив вісім класів і школу фабрично-заводського учнівства при Конотопському вагоноремонтному заводі, після чого працював на ньому ж слюсарем. У 1935 році закінчив залізничний технікум.
В 1936—1940 роках проходив службу в Робітничо-селянської Червоної Армії. У 1938 році закінчив курси молодших лейтенантів. Брав участь у Польському поході і радянсько-фінській війні.
У червні 1941 року повторно був покликаний в армію і направлений на фронт Німецько-радянської війни. Брав участь у битві за Кавказ, звільнення Кубані, України, Криму. До травня 1944 року підполковник Володимир Воронов командував 665-м стрілецьким полком 216-ї стрілецької дивізії 51-ї армії 4-го Українського фронту. Відзначився під час Кримської операції.
8 травня 1944 року, організувавши штурмові загони, Воронов атакував противника і, оволодівши його залізобетонними укріпленнями, вийшов до внутрішньої оборонної лінії Севастополя. 9 травня полк прорвався до центру міста.
Указом Президії Верховної Ради СРСР від 24 березня 1945 року за мужність і відвагу, виявлені під час форсування Сиваша і в боях за утримання Сиваського плацдарму, за успішні дії полку з опанування Севастополем" підполковник Володимир Воронов був удостоєний високого звання Героя Радянського Союзу з врученням ордена Леніна і медалі «Золота Зірка» за номером 6181.
Брав участь у Параді Перемоги та урядовому прийомі в Кремлі на честь Перемоги. Після війни продовжував службу в Радянській Армії. У 1946 році він закінчив курси «Постріл», в 1958 році — Вищі академічні курси при Військовій академії Генерального штабу. У 1961 році в званні полковника був звільнений у запас. Проживав в місті Хімки Московської області, працював провідним інженером Міністерства автомобільного транспорту УРСР. Помер 8 жовтня 1995 року, похований на Троєкурівському кладовищі.
Нагороджений двома орденами Червоного Прапора, орденами Суворова 3-го ступеня, Кутузова 3-го ступеня, Олександра Невського, двома орденами Вітчизняної війни 1-го ступеня, орденом Червоної Зірки, а також низкою медалей.